# Лем-Корц
Лем-Корц (Лемкорц) (чечен. Лоьма-КӀорца) — село в Ножай-Юртовском районе Чеченской Республики. Входит в состав Беной-Веденского сельского поселения.

## География
Село расположено на левом берегу реки Бенойясси, у подножья горы Ашенете, в 28 км к юго-западу от районного центра — Ножай-Юрт и в 96 км к юго-востоку от города Грозный.
Ближайшие населённые пункты: на севере — село Корен-Беной, на северо-востоке — сёла Ожи-Юрт и Алхан-Хутор и на западе — село Беной-Ведено.

## История
| 1990 | 2002 | 2010 |
| ---- | ---- | ---- |
| 209  | ↘0   | ↗188 |

## Улицы
В селе всего две улицы — Восточная и Центральная.